# ایزابلا، دوشس شیاطین
ایزابلا، دوشس شیاطین (ایتالیایی: Isabella, duchessa dei diavoli) فیلمی تاریخی-ماجراجویی به کارگردانی برونو کوربوچی است که در سال ۱۹۶۹ منتشر شد. ماجرای فیلم در پادشاهی فرانسه در اوایل قرن هفدهم و زمانی که لوئی سیزدهم خردسال بود، می‌گذرد. یک بارون آلزاسی اعضای خانواده یک دوک را می‌کشد و شاتوی آنها را برای تصرف می‌کند. دختر دوک را یک رهبر قبیله کولی نجات می‌دهد. چند سال بعد، دختر به سن نوجوانی رسیده و به دنبال انتقام است. فیلم‌نامه این فیلم برگرفته از مجموعه داستان‌های مصور «ایزابلا» است که نخستین کتاب کمیک اروتیک ایتالیایی محسوب می‌شود.

## گزیدهٔ بازیگران
- بریگیته اسکای
- میمو پالمارا
- فرد ویلیامز
- ماریو نوولی
- انتسو آندرونیکو
- جاکومو فوریا
- تینو اسکوتی
- سال بورجزه
- آلبرتو سورنتینو
- لوریس جیتسی
- رناتو بالدینی
- لوچیا مودونیو